# Eikozapentaénsav
Az eikozapentaénsav, röviden EPA (C19H29COOH) egy telítetlen zsírsav.

## Tudnivalók
Az eikozapentaénsavat, a prosztaglandinok bioszintézisének eme fontos kiindulási anyagát az embergyógyászat is hasznosítja, egyebek között szív- és érrendszeri betegségek gyógyítására. Ez ugyanis a többi zsírsavnál hatásosabban csökkenti a vér triglicerid- és koleszterinszintjét, gátolja a véralvadást, amelynek következtében a vérrögök nem tudnak kialakulni. Bár az eikozapentaénsav a természetben viszonylag sok helyen fellelhető, mesterségesen létrehozni meglehetősen nehézkes és bonyolult feladat.
Az 1980-as évek elején, a Szovjetunió Tudományos Akadémiájának Távol-keleti Tudományos Központjában két biológus arra a felismerésre jutott, hogy Ázsia csendes-óceáni partján élő tengerisünök (Echinoidea) egyike, az úgynevezett Strongylocentrotus intermedius fajnak a nemi mirigyeiben, emésztőszerveiben és páncéljában meglepően sok az eikozapentaénsav.
Ázsia e részében és Japánban ezt a tengerisünfajt az élelmiszeripar már eddig is hasznosította: nemi mirigyeiből készítik az ínyenccsemegének számító, úgynevezett „tengerisün-kaviárt”. E tengerisünök nemi mirigyeiben az eikozapentaénsav mennyisége az összes bennük levő zsírsavnak több mint a 30 százalékát teszi ki. A legtöbb ilyen sav a hím tengerisünök mirigyeiben található meg.
A kutatók az eikozapentaénsavat a tengerisünök szerveiből és szöveteiből ezüstsókkal átitatott szilikagéllel vonták ki, s így 97–98 százalékos tisztaságú savat sikerült kapniuk.